# Сонтая Вонгпратес
Сонтая Вонгпратес (тай. โชติพัฒน์ วงษ์ประเทศ; 30 листопада 1975) — таїладський боєць муай-тай та професійний боксер, чемпіон Азії та Ігор Південно-Східної Азії, призер Азійських ігор з боксу.

## Спортивна кар'єра
Сонтая Вонгпратес змалку займався муай-тай і впродовж 1992—1995 років брав участь в змаганнях з муай-тай. 1994 року завоював титул чемпіона Lumpinee Stadium.
З 1997 року вирішив зосередитися на боксі серед любителів. Того року на чемпіонаті Азії переміг чотирьох суперників і завоював золоту медаль.
На Кубку світу 1998 переміг Арама Рамазяна (Вірменія), програв Енріке Карріону (Куба) і отримав срібну медаль.
На Азійських іграх 1998 переміг двох суперників, програв у півфіналі Дінгко Сінґху (Індія) і отримав бронзову медаль.
На чемпіонаті Азії 1999 переміг двох суперників, програв у півфіналі Талайбеку Кадиралієву (Киргизстан) і отримав бронзову медаль.
На Олімпійських іграх 2000 програв в першому бою Джастіну Кейн (Австралія).
2001 року став чемпіоном Ігор Південно-Східної Азії.
На чемпіонаті Азії 2002 переміг трьох суперників, а у фіналі програв Бекзоду Хидірову (Узбекистан).
На Азійських іграх 2002 програв в другому бою Кім Вон Іл (Південна Корея).
На чемпіонаті Азії 2004 в другому бою знов програв Кім Вон Іл (Південна Корея).
2006 року провів три боя на професійному рингу.